# Kunst im öffentlichen Raum in Hamburg-Altona-Altstadt
Diese Liste von Kunst im öffentlichen Raum in Hamburg-Altona-Altstadt enthält dauerhaft aufgestellte Kunstwerke auf dem Gebiet des Stadtteils Altona-Altstadt der Freien und Hansestadt Hamburg, die sich im öffentlichen Raum befinden und von anerkannten Künstlern und Künstlerinnen geschaffen wurden. Viele dieser Kunstwerke sind durch das Programm Kunst am Bau (und dessen Folgeprogramme) gefördert oder mit öffentlichen Geldern angekauft worden, dies ist aber keine Voraussetzung für die Aufnahme. Ebenso mögen einige dieser Kunstwerke als Kulturdenkmal geschützt sein, aber auch das ist keine Voraussetzung für die Aufnahme in diese Liste.
Bauschmuck ist im Normalfall im Artikel über das Bauwerk darzustellen, und gehört nicht in diese Liste. Streetart kann Aufnahme in die Liste finden, wenn es zu dem konkreten Kunstwerk eine ausführliche Rezeption in der Kunstwissenschaft gibt und ein enzyklopädischer Artikel über die Streetart-Künstler oder -Künstlerin existiert oder vorstellbar wäre. Denkmäler, die an eine Person oder ein Ereignis erinnern, können in die Liste aufgenommen werden, wenn sie ob ihrer zumeist plastischen Gestaltung als Kunstwerk gelten können. Bei reinen Gedenktafeln ist das normalerweise nicht der Fall.
Basis der Zusammenstellung sind Datensätze der Hamburger Kulturbehörde von 2012 und 2018, eine Veröffentlichung der SAGA GWG von 2008, und verschiedene Veröffentlichungen von Kunsthistorikern zum Thema. Eine abschließende Liste von Literatur kann es nicht geben, jedoch ist für jeden Eintrag in die Liste ein konkreter Verweis auf eine amtliche Liste oder anerkannte Sekundärliteratur erforderlich.
Gestohlene oder zerstörte Kunstwerke, die ehemals in Hamburg-Altona-Altstadt aufgestellt waren, sind in einer separaten Liste aufgeführt.

## Legende
- Lage: Nennt die nächstgelegene Straße und, wenn vorhanden und sinnvoll, das nächstgelegene Bauwerk (mit Hausnummer) oder das umgebende Gebiet (z. B. einen Park) und gibt nötigenfalls Hinweise zur genauen Lage. Darunter werden - wenn vorhanden - auch die Geo-Koordinaten und das Wikidata-Logo als Verweis auf das Wikidata-Objekt angegeben. Die Spalte ist nach der Adresse sortierbar.
- Künstler/in: Name des Künstlers oder der Künstlerin, die das Kunstwerk geschaffen haben, verlinkt mit dem Wikipedia-Artikel zur Person. Die Spalte ist nach dem Nachnamen sortierbar.
- Beschreibung: Kurzbeschreibung des Werks, immer zuerst: Werktitel (kursiv), dann möglichst Material, Stil, Größe, Dargestelltes, Art der Förderung
- Jahr: Jahr der Fertigstellung des Kunstwerkes, wenn unbekannt dann das Jahr der Aufstellung. Hier kann nur ein einziges Jahr angegeben werden, kein Zeitraum. Weitere zeitliche Details zur Schaffung des Kunstwerkes (von–bis) können in der Beschreibung angegeben werden.
- Quelle: Kulturbehörde, SAGA, Literatur, jeweils mit Fußnote. Diese Angabe ist für eine Aufnahme in die Liste verpflichtend.
- Bild: Bild des Kunstwerks, mit Link auf Commons-Kategorie wenn vorhanden

Hinweis: Die Grundsortierung der Liste erfolgt nach der Adresse. Die Liste ist alternativ nach Künstler, Werktitel, Datierung oder Quelle sortierbar.

## Liste
| Lage                                                                                             | Künstler                          | Beschreibung | Jahr      | Quelle        | Bild |  |
| ------------------------------------------------------------------------------------------------ | --------------------------------- | --- | --------- | ------------- | --- |  |
| Altonaer Balkon (Lage)                                                                           | Gerhard Brandes                   | Fischer Kunst am Bau | 1968      | Kulturbehörde | weitere Bilder |  |
| Altonaer Poststraße 11 Schalterhalle Westwand (Lage)                                             | Theo Ortner                       | „Neptun und Merkur“ 5-teilig | 1957      | Kulturbehörde | Bild gesucht Die Wikipedia wünscht sich an dieser Stelle ein Bild vom Ort mit diesen Koordinaten 53.55104 9.94027 . Motiv: Altonaer Poststraße 11 Falls du dabei helfen möchtest, erklärt die Anleitung , wie das geht. BW   |  |
| August-Lütgens-Park Hochbunker, Nordostseite (Lage)                                              | Kai Teschner und Nushin Morid     | Wandbildprojekt HausDrei Direktauftrag HausDrei in Kooperation mit Anwohnern und Schülern | 2007      | Kulturbehörde | weitere Bilder |  |
| August-Lütgens-Park Hochbunker, Südwestseiten (Lage)                                             | Sönke Nissen-Knaack und Studenten | Weltmusik STEG | 1995      | Kulturbehörde | weitere Bilder |  |
| August-Lütgens-Park nahe HausDrei (Lage)                                                         | unbekannt                         | Levontes te devorant [Leontes te devorant - Die Löwen verschlingen dich] Reliefstele | ?         | Kulturbehörde | weitere Bilder |  |
| Behnstraße S-Bahnhof Königstraße (Lage)                                                          | Thomas Darboven                   | Gedenkstätte für Heinrich Christian Schumacher und Altonaer Meridian Kunst am Bau, bürgerliche Denkmalkultur | 1978      | Kulturbehörde | |  |
| Behnstraße 26 Ecke Königstraße (Lage)                                                            | Wilhelm Giesecke                  | Behnbrunnen Brunnen zu Ehren des Altonaer Bürgermeisters Behn mit Bronzestatue einer Okeanide | 1890      | Zabel         | weitere Bilder |  |
| Bei der Johannis-Kirche Max-Brauer-Allee (Lage)                                                  | Rainer Tiedje                     | Gegendenkmal zum 31er-Denkmal vermutlich Direktauftrag der Kirchengemeinde, Opferdenkmal | 1996      | Kulturbehörde | weitere Bilder |  |
| Bruno-Tesch-Platz (Lage)                                                                         | Andreas Oldörp                    | Große Bergstraße 173 in Erinnerung an Bäckerei und Konditorei Lienau von Familie Lienau gestiftet, bürgerliche Denkmalkultur                                                                                              | 2006      | Kulturbehörde | weitere Bilder |  |
| Carsten-Rehder-Straße 34 Schule (Lage)                                                           | Karl August Ohrt                  | Aufgehende Sonne Relief, Kunst am Bau | 1980      | Kulturbehörde | Bild gesucht Die Wikipedia wünscht sich an dieser Stelle ein Bild vom Ort mit diesen Koordinaten 53.54587 9.94859 . Motiv: Carsten-Rehder-Straße 34 Falls du dabei helfen möchtest, erklärt die Anleitung , wie das geht. BW |  |
| Chemnitzstraße 1–7 (Lage)                                                                        | POM Bildhauerwerkstatt            | 7 Figuren: Mädchen aus 2 Kulturen, Fisch-Froschwesen, 2 Frauentorsi, Irokese, frierendes Mädchen, Haus-Mensch, Bezirks-Erwerb oder -Duldung?                                                                              | 2004      | Kulturbehörde | weitere Bilder |  |
| Dockland, Edgar-Engelhard-Kai / Van-der-Smissen-Straße (Lage)                                    | Wieland Förster                   | Die Elbe Bronzeplastik 2002/06 | 2002      |               | |  |
| Esmarchstraße 53–55 (Lage)                                                                       | Hans-Joachim Frielinghaus         | Mädchen mit Walkman SAGA | 1985      | Kulturbehörde | |  |
| Fischmarkt auf altem Fischmarktbrunnen (1742) (Lage)                                             | Hans Kock                         | Minerva Replik, vermutlich Direktauftrag | 1989      | Kulturbehörde | weitere Bilder |  |
| Goethestraße Anlagen (Lage)                                                                      | Ernst Hanssen                     | Knabe mit Fisch vermutlich Bezirks-Auftrag | 1957      | Kulturbehörde | weitere Bilder |  |
| Hexenberg 27–29 Zugang von Pepermölenbek (Lage)                                                  | Gisela Engelin-Hommes             | Hexenflug SAGA | 1973      | Kulturbehörde | weitere Bilder |  |
| Jessenstraße 1 Technisches Rathaus Altona (Lage)                                                 | Frauke Wehberg                    | Der Teufel von Teufelsbrück KaB | ca. 1981  | Kulturbehörde | weitere Bilder |  |
| Kapitän-Schröder-Park (Lage)                                                                     | Ernst Hanssen                     | Pelikanbrunnen zweiteilig, vermutlich Direktauftrag | 1959      | Kulturbehörde | weitere Bilder |  |
| Königstraße 8 Stirnwand 1. OG (Lage)                                                             | Ulrich Olaf Deimel                | Die Königstraße im Jahre 1900 Bezirks-Auftrag? | 1962      | Kulturbehörde | |  |
| Max-Brauer-Allee Ecke Chemnitzstraße (Lage)                                                      | POM Bildhauerwerkstatt            | Harmonikaspieler Bezirks-Erwerb oder -Duldung? | ?         | Kulturbehörde | |  |
| Mumsenstraße 9 Stirnwand Eingang (Lage)                                                          | Johannes Ufer                     | Abstraktes Relief GWG? | 1958      | Kulturbehörde | |  |
| Mörkenstraße 30 (Lage)                                                                           | Ruth Godbersen                    | Zweiheit Kunst am Bau | 1966      | Kulturbehörde | weitere Bilder |  |
| Mörkenstraße 42 Gesundheits- und Umweltamt (+Ex-Jugendamt), jetzt Bahrenfelder Straße 254–260??  | Martin Irwahn                     | Mutter und Kind Kunst am Bau | 1960      | Kulturbehörde | |  |
| Olbersweg zwischen Olbersweg und Palmaille (Lage)                                                | unbekannt                         | Spielplastik Hände mit Stab | ?         | Kulturbehörde | |  |
| Olbersweg 24 Uni Hamburg, Institut für Hydrobiologie und Fischereiwissenschaft?, Einfahrt (Lage) | Walter Siebelist                  | Gestaltung der Stirnmauer KaB | 1964      | Kulturbehörde | |  |
| Otzenstraße 36 Ecke Bernstorffstraße, Sturz (Lage)                                               | Johannes Ufer                     | Eingangsgestaltung SAGA | 1978      | Kulturbehörde | |  |
| Palmaille Ecke Max-Brauer-Allee 2–4, Fassade (Lage)                                              | Karl-August Ohrt                  | Entstehung des Namens Palmaille SAGA | 1950      | Kulturbehörde | |  |
| Palmaille 9 Bundesforschungsanstalt für Fischerei (Lage)                                         | Kurt Lehmann                      | Meerjungfrau Kunst am Bau | 1962      | Kulturbehörde | |  |
| Palmaille 9 Bundesforschungsanstalt für Fischerei, südliche Halle (Lage)                         | Eduard Bargheer                   | Fischer mit Netzen Kunst am Bau | 1960      | Kulturbehörde | Bild gesucht Die Wikipedia wünscht sich an dieser Stelle ein Bild vom Ort mit diesen Koordinaten 53.54602 9.94311 . Motiv: Palmaille 9 Falls du dabei helfen möchtest, erklärt die Anleitung , wie das geht. BW              |  |
| Pinnasberg Schauermannspark / Antoni-Park (Lage)                                                 | Christoph Schäfer und Cathy Skene | Park Fiction: Palmeninsel, Fliegender Teppich, Open air Solarien, Bambushain des bescheidenen Politikers, Hundeauslaufzone, Amphytrion, Golden Pudel Club mit Archiv und WC KiöR, initiiert im Rahmen von „weitergehen“   | 1995–2005 | Kulturbehörde | weitere Bilder |  |
| Platz der Republik Altonaer Rathaus, Eingangsfoyer (Lage)                                        | Hans-Joachim Frielinghaus         | Gedenktafel an die Opfer nationalistischer Gewalt, die Altonaer Abgeordneten Otto Eggerstedt und John Schehr vermutlich Bezirks-Direktaufrag, Opferdenkmal                                                                | 1983      | Kulturbehörde | Bild gesucht Die Wikipedia wünscht sich an dieser Stelle ein Bild vom Ort mit diesen Koordinaten 53.54731 9.9354 . Motiv: Platz der Republik Falls du dabei helfen möchtest, erklärt die Anleitung , wie das geht. BW        |  |
| Platz der Republik Altonaer Rathaus, links am Nordeingang (Lage)                                 | Anna Oppermann                    | Pathosgeste MGSMO Mach große, schlagkräftige, machtdemonstrierende Objekte! Kunst im öffentlichen Raum 13.12.2023 – 01.04.2024 Teil der Ausstellung „Anna Oppermann – Eine Retroperspektive“ in der Bundeskunsthalle Bonn | 1984–1992 | Kulturbehörde | Bild gesucht Die Wikipedia wünscht sich an dieser Stelle ein Bild vom Ort mit diesen Koordinaten 53.54731 9.9354 . Motiv: Platz der Republik Falls du dabei helfen möchtest, erklärt die Anleitung , wie das geht. BW        |  |
| Platz der Republik Altonaer Rathaus, 1. Stock, Rathaussaal/Kollegiensaal (Lage)                  | Edwin Scharff                     | Portraitbüste „Max Brauer“ vermutlich Direkterwerb, bürgerliche Denkmalkultur | 1952      | Kulturbehörde | Bild gesucht Die Wikipedia wünscht sich an dieser Stelle ein Bild vom Ort mit diesen Koordinaten 53.54731 9.9354 . Motiv: Platz der Republik Falls du dabei helfen möchtest, erklärt die Anleitung , wie das geht. BW        |  |
| Platz der Republik (Lage)                                                                        | Sol LeWitt                        | Black Form – Dedicated to the Missing Jews Kunst im öffentlichen Raum | 1987–1989 | Kulturbehörde | weitere Bilder |  |
| Platz der Republik (Lage)                                                                        | Paul Türpe                        | Stuhlmannbrunnen Kunst im Stadtbild | 1899      | Kulturbehörde | weitere Bilder |  |
| Scheplerstraße 5 Kita Scheplerstraße (Lage)                                                      | Diether Kressel                   | Zwischenfiguren für Balkonbrüstung jeweils 8 Figuren an drei Brüstungen, Kunst am Bau | 1964      | Kulturbehörde | weitere Bilder |  |
| St. Pauli Fischmarkt 10–12 (Lage)                                                                | Jörn Pfab                         | Mauerreiter SAGA | 1982      | Kulturbehörde | |  |
| St. Pauli Fischmarkt Promenade (Lage)                                                            | Manfred Sihle-Wissel              | Madonna der Meere Bürgerliche Stiftung auf Initiative der Cap Horniers u. a. Seeleuten, Opferdenkmal | 1985      | Kulturbehörde | weitere Bilder |  |
| Struenseestraße 9–13 Hinterhof (Lage)                                                            | Kurt Bauer                        | Schneeleopard SAGA | 1960      | Kulturbehörde | |  |
| Thadenstraße 147 Grundschule Thadenstraße, Wand an Gang mit Fensterfront (Lage)                  | Anke Holfeld-Ungerer              | Schiffahrt Kunst am Bau | 1963      | Kulturbehörde | |  |
| Thadenstraße 93 (Lage)                                                                           | Gisela Engelin-Hommes             | Zwei Nixen SAGA | 1977      | Kulturbehörde | weitere Bilder |  |
| Thedestraße 100 Louise-Schröder-Schule, Schuleingang (Lage)                                      | Carla Binter und SchülerInnen     | Schräge Vögel 5-teilig, Direktauftrag Schule, gefördert von Kulturbehörde | 2009      | Kulturbehörde | |  |
| Thedestraße 100 Louise-Schröder-Schule, Pausenhof (Lage)                                         | Manfred Sihle-Wissel              | Objekt Kunst am Bau | 1979/80   | Kulturbehörde | |  |